# Berlin-Kladow
Berlin-Kladow  est un des neuf quartiers de l'arrondissement de Spandau dans la capitale allemande.

## Population
Le quartier comptait 15 824 habitants le 1er janvier 2017 selon le registre des déclarations domiciliaires, c'est-à-dire 1 071 hab./km2.